# اسم الاستفهام
اسم الاستفهام في النحو العربي هو اسمٌ  يُؤتَى بِهِ لطَلَبِ إزالةِ الإبهامِ عن تساؤلٍ مَا. وقيل أَنَّّهُ: اسمٌ مُبهَمٌ نستخبرُ بهِ عن أََمرٍ مجهول. كقولنا: مَن سافر؟ فـمَن هُنا اسمُ استِفهام. وأما أداة الاستفهام فتَحتَمِلُ الأسماءَ والحروف، وعليه؛ فإِنَّ أدَواتِ الاستفهام تَحمِلُ معنىً أوسَعاً يشمل أَسماءَ الاستفهامِ وحروفَه. وحروف الاستفهام اثنان هُمَا: الهَمزَةُ َنحو: أَ تَأخَّرتَ عنِ الموعد؟ وهَل كقولنا: هَل كَتبتَ الواجِبَ؟ وأَمَّا الأسماء فهي: مَن ومَن ذا، وما وماذا، متى، وأَينَ، وكَيفَ، وكَم، وأَي، وأَنَّى وأَيَّان واستِعمالُهُما قَليلٌ في اللُّغَة.
وأسماءُ الاستِفهامِ لها صَدارةُ الكَلَامِ في الجُملةِ العَرَبيَّةِ إذ أنها تأتي في أوَّلِ الكَلَام لا فِي آخِره ولا يَسبِقُها غَيرُ حرفِ الجرِّ مثل: عمَّ تسأَل؟ لِمَن تقرَأ؟ إلى مَتَى الجُلُوس؟ إلى أين المَصِير؟ أو المُضافِ نَحو: كِتابُ مَن هذا؟  وإذا دخل حرفُ الجرِّ على اسمِ الاستفهام مَا حُذِفَتْ مِنهُ الأَلِف مِثل: بِمَ تَكتُب؟ إِلامَ الخُلف؟ حتَّّاما المَسير؟ وفي التَّنزيلِ العَزيز: -{عَمَّ يَتَسَاْءَلُوْنَ}- [ النَّبَأ: الآيَة 1].

## استخدامات أسماء الاستفهام

تاتي علامة السؤال عند السؤال عن شيء مجهول، مثل (منْ حفظَ القصيدةَ؟)

1. ⟨مَن ومَن ذا⟩← يُسْألُ بِهِما عنِ العاقِل، مِثال: ‹مَن الذي دَخَلَ إلى الغُرفة؟›، ‹مَن ذا الذي فَعَلَ هَذَاْ؟›.
2. ⟨ما ومَاذا⟩← يُسْأَلُ بِهِما عن غيرِ العاقِل، مِثال: ‹ما الغَذاءُ اليَوم؟›، ‹مَاذا كَتَبْتَ؟›، كما يُسألُ بِهِما أيضاً عن حَقيقةِ الإِنسانِ والشَّئِ وصِفاتِهما، مِثال: ‹ما أنتَ؟ قُلتَ أنا طالبٌ›، ‹مَا القَمَرُ؟ قُلنا هو تابِعٌ للأََرض›.
3. ⟨مَتَى⟩← يُسْأَلُ بِهِا عنِ الزَّمَن، وهو ظَرفُ زَمانٍ يُسْتَفهَمُ بِهِ عنِ الماضي والمُستَّقبَل، مثل: ‹مَتَى وَصَلتَ؟›، ‹مَتَى سوفَ تأتي العُطلة؟›، ‹مَتَى تُنهي عَمَلَك؟›.
4. ⟨أَيْن⟩← ظَرفٌ يُستَّفهَمُ بِهِ عنِ المَكان، نَحو: ‹أَيْنَ أَخوك؟›، ‹إِلى أَيْنَ أنتَ ذاهِب؟›.
5. ⟨كَيْف⟩← يُستَّفهَمُ بِهِ عَنْ حالَةِ الشَّئ، مِثل: ‹كَيْفَ حَاْلُك؟›، كَيْفَ وَجَدتَ الدَّرس؟›.
6. ⟨كَم⟩← يُسأل بِهِاْ عَنِ العَدَد، مثل: ‹كَمْ كِتَاباً اشتَرَيْت؟›، ‹كَمْ عُمْرُك؟›.
7. ⟨أَي⟩← اسمٌ مُعرَبٌ يُستَّفهَمُ بِهِ بِحسَبِ مَا يُضَافُ إِليهِ، فَتَكونُ للعاقِل، نَحو: ‹أَيُّكُمْ رَاْجَعَ الدَّرس؟›، ‹أَيُّكُمْ أحمَد؟›، ولِغيْرِ العاقِل، مِثل:‹أَيُّ سُؤالٍ استَشكَلَ عَليك؟›، ولِلزَّمَان، نَحو: ‹أَيُّ يَوْمٍ هَذَا؟›، ولِلمَكان، مِثل: ‹أَيُّ البِلَادِ هَذِه؟›، ولِلحال، نَحو:‹عَلَى أَيِّ حَالٍ أَصبَحتَ؟› ونَحوِه.[2]

## إعراب أسماء الاستفهام[1]
- أَسْمَاءُ الاستِفهام مَبْنيَةٌ فِي مَحَلِّ رَفعٍ أو نَصبٍ أو جَرٍّ (بِحَسَبِ مَوقِعِها فِي الجُملَة) إِلَّا أَيْ فَهِيَ مُعرَبَةٌ بِالحَرَكَاتِ الثَلَاث.
- إِذا أرَدنا مَعرِفَةَ مَحَلِّ اسمِ الاستفهامِ مِن الإِعرابِ نُجِيْبُ عَلَى الجُملةِ الاستِفهاميَة، مِثل: مَتَى العُطلَة؟ فيكون الجواب العُطلَةُ غَدَاً (مَتَى تُقابِلُ غَدَاً فِي هذِهِ الجملةِ؛ إذن هِيَ خَبَر).
- قَد تَتَضَمَّنُ أَكثَرُ أَسْمَاءِ الاستفَهامِ مَعَاني الشَّرط فَتَجزِم عِندَئِذٍ فِعلَيْن، نَحو: مَن يُذاكِر يَنجَح، وتَلحَقُ بِـأَيْنَ وكَيْفَ «مَا» الزَّاْئِدَةُ للتَّوكيد مِثل: أَيْنَمَا تَتَّجِهِ أَتَّجِهْ وفي التَّنزيلِ العَزِيز: -{أَيْنَمَاْ تَكُوْنُوْاْ يُدْرِككُّمُ المَوْتُ}- [ النِّسَاْء: الآيَة 78]، ونَحو: كَيْفَمَا تَكُونوا يُوَلَّىْ عَلَيْكُم.
تَكُونُ كَمْ استِفهاميةً، مِثل: كَمْ كِتابَاً قَرأَتَ؟ وتَكُونُ خَبرِيَةً، نَحو: كَمْ مالٍ تَملِك؟ وإعرابهما حسَبَ مَوقِعِهِما فِي الجُملةِ.

## أمثلة إعرابية
- مَا لَونُ سَيَّارتِك؟

مَا: اسمُ استفهامٍ مَبْنيٌ على السُّكونِ فِي مَحَلِّ رَفْعِ مُبتَدأ.
- أَيْنَ تَعيشُ يا صَديقي؟

أَيْن: اسمُ استِفهامٍ مَبْنيٌ على الفَتحِ فِي مَحَلِّ نَصبٍ على الظَّرفيةِ المَكَانِيَة (فِي مَحَلِّ نَصبِ ظَرفُ مَكان)، أو في مَحَلِّ نَصبِ مَفعولٍ فِيْه.
- أََيَّ وَقْتٍ تُسافِر؟

أََيّ: اسمُ استِفهامٍ لِتَعيينِ الزَّمَان مفعولٌ فيه مَنصوبٌ بالفتحَةٍ الظَّاهِرَة.